# Мишелёвка
Мишелёвка — рабочий посёлок (с 1928 года) в Усольском районе Иркутской области России, административный центр Мишелёвского муниципального образования.
В посёлке работал Хайтинский фарфоровый завод.

## География
Расположен на реке Белой в 40 км к северо-западу от города Усолье-Сибирское, в 12 км западнее федеральной автомагистрали Р255 «Сибирь». Ближайшая железнодорожная станция, Половина (пгт Михайловка), находится в 15 км к северо-востоку от посёлка.
В районе посёлка находятся позиционные районы расположения РЛС системы предупреждения о ракетном нападении (Днестр/Днестр-М, Дарьял-У, Воронеж-М).

## Население
| 2002  | 2009  | 2010  | 2011  | 2012  | 2013  | 2014  |
| ----- | ----- | ----- | ----- | ----- | ----- | ----- |
| 7729  | ↗8152 | ↘7789 | ↗7805 | ↗7932 | ↗7994 | ↘5902 |
| 2015  | 2016  | 2017  | 2020  | 2021  |       |       |
| ↘5783 | ↘5760 | ↘5615 | ↘5260 | ↘4740 |       |       |